# Santa Rosa de Río Primero
Villa Santa Rosa es una localidad ubicada en el departamento Río Primero, en la provincia de Córdoba, Argentina; a la vera de la ruta provincial 10, a 83 km al noreste de la capital y cabecera de dicho departamento.
Posee más de 9265 habitantes (censo de 2022) y su principal fuente de ingresos es la agricultura.
La mayoría de las industrias de la zona están relacionadas con la actividad agrícola. Hay una fábrica de pretensados que pertenece a la Cooperativa de Servicios Públicos, una Cooperativa Apícola, dos fábricas de silos, galpones y una importante actividad comercial. La mayor parte de la población trabaja en la agroindustria, la construcción y los servicios públicos (administración, seguridad y docencia); con un reciente pero sostenido crecimiento de la actividad turística. 

## Historia
Según investigaciones recientes en la margen sur de la laguna Mar Chiquita existen grupos humanos asentados en esta región desde hace al menos 8000 años (BONOFIGLIO 2014) El pueblo de indios más cercano a la actual Villa Santa Rosa, identificado por Aníbal Montes (MONTES 2008) comparando fuentes coloniales y reconstrucciones propias de mapas actuales y coloniales fue Chamasacate. Este pueblo estaba a unos 10 kilómetros hacia el sur de la localidad. En cuanto a su forma de vida, investigaciones superficiales  y de zonas aledañas permiten dilucidar algunos detalles. Vivían en las llamadas casas-pozos, cultivaban maíz y zapallo en la temporada de lluvia, cazaban cérvidos, guanacos, ñandúes y otros animales pequeños. También complementaban su alimentación con la recolección de algarroba, chañares, piquillín, tala y otras bayas comestibles de la zona. Su cerámica iba desde formas toscas hasta otras pulidas y diversa coloración, siendo decoradas con formas de redes impuestas en el momento de mayor plasticidad. Como dato destacado de hábitos funerarios, podemos mencionar que las personas eran sepultadas debajo de las mismas viviendas y en ocasiones se realizaban enterramientos secundarios (extraer un hueso de un familiar y sepultarlo con uno recién fallecido). 
La presencia española llega a esta región recién el 31 de diciembre de 1573, con la entrega de Meredes de Tierras entregadas a Diego de Cáceres, Gerónimo Vallejo y Blas de Rosales por el mismo gobernador Don Jerónimo Luis de Cabrera (TONEATTI y ZAMPINI 2014). Desconocemos cual de los 3 recibió las tierras donde hoy se encuentra Villa Santa Rosa y debemos destacar que estas mercedes de tierra no deben ser tomados como un acto fundamental de esa localidad, ya que fueron grandes estancias que no establecieron ningún núcleo poblacional que evolucionara en un pueblo. 
Posteriormente José de Pucheta contrae nupcias con la hija de María Escobedo, quien fue heredera de una parte de la merced de tierra de 1573. Él en 1686 compra a sus cuñados una suerte de tierras en la que se encontraba Villa Santa Rosa. Si bien este antecedente colonial es algo más específico en cuanto a su ubicación, tampoco hay fuentes que corroboren que la estancia de Pucheta desarrollara un núcleo poblacional que diera origen a Villa Santa Rosa. 
Para el 31 de diciembre de 1721, encontramos un acta de bautismo que se realiza en la capilla de Santa Rosa junto al Río Primero. Junto a esta capilla se construyó un fuerte referenciado por un soldado en 1739, fuerte que en 1764 contaba con 102 soldados. Estos soldados no estaban solos, por lo que junto a sus familias podemos estimar que Villa Santa Rosa ya contaba con cerca de 400 habitantes en la segunda mitad del siglo XVIII. En 1786 esa pequeña población se intentó organizar con la donación de terrenos para poblados por parte de los 5 grandes poseedores de tierras de la actual Villa Santa Rosa (Pucheta, Brochero, Carballo, Mansilla y Gomes). Otro importante hito para la localidad fue en el año 1800, cuando se crea la parroquia Santa Rosa de Lima, desligandosé de la parroquia del Río Segundo. Por último debemos mencionar la declaratoria de Villa el 8 de junio de 1855, por el gobernador Alejo Carmen Guzmán que organizó además el plano urbano de la localidad considerando la donación de terrenos de 1786 (TONEATTI 2021). Para 1857 se dio un paso más como centro urbano creandosé la Municipalidad del Departamento Santa Rosa (Departamento Río Primero desde 1883).
Así notamos que más allá de la antigua presencia aborigen, de las mercedes de tierras y de la Estancia de los Pucheta, fue la capilla de Santa Rosa que data de 1721 lo que dio origen a Villa Santa Rosa. Esto llevó a que en el año 2016 el Consejo Deliberante de dicha localidad estableciera mediante ordenanza el 26 de diciembre de 1721 como el día de los orígenes de Villa Santa Rosa.
De este tricentenario pueblo salieron distintos personajes destacados como el Coronel Gregorio Pérez (Jefe de Fortines del Norte de Córdoba), el Coronel José Manuel Salas (hombre fuerte de Justo José de Urquiza), Camilo Isleño (hombre fuerte de José María Paz en el norte de Córdoba) y el primer santo cuyo nacimiento, vida y obra se desarrolló en Argentina San José Gabriel del Rosario, más conocido como el Cura Brochero o Santo Cura Brochero.

## Geografía
Se encuentra sobre la ruta provincial 10, a 83 km al noreste de la ciudad de Córdoba.

### Sismicidad
La sismicidad de la región de Córdoba es frecuente y de intensidad baja, y un silencio sísmico de terremotos medios a graves cada 30 años en áreas aleatorias. Sus últimas expresiones se produjeron:
- 22 de septiembre de 1908 (116 años), a las 17.00 UTC-3, con 6,5 Richter, escala de Mercalli VII; ubicación 30°30′0″S 64°30′0″O / -30.50000, -64.50000; profundidad: 100 km; produjo daños en Deán Funes, Cruz del Eje y Soto, provincia de Córdoba, y en el sur de las provincias de Santiago del Estero, La Rioja y Catamarca[2]

- 16 de enero de 1947 (78 años), a las 2.37 UTC-3, con una magnitud aproximadamente de 5,5 en la escala de Richter (terremoto de Córdoba de 1947)[1]

- 28 de marzo de 1955 (70 años), a las 6.20 UTC-3 con 6,9 Richter: además de la gravedad física del fenómeno se unió el desconocimiento absoluto de la población a estos eventos recurrentes (terremoto de Villa Giardino de 1955)

- 7 de septiembre de 2004 (20 años), a las 8.53 UTC-3 con 4,1 Richter

- 25 de diciembre de 2009 (15 años), a las 21.42 UTC-3 con 4,0 Richter

## Personajes célebres
Cura Brochero
José Gabriel del Rosario Brochero, más conocido como el Cura Gaucho, nació en Villa Santa Rosa en 1840, en el paraje Carreta Quemada. Su familia estaba conformada por sus padres: Ignacio Brochero y Petrona Davila y nueve hermanos. Dos hermanas, fueron religiosas del Huerto. Este joven ingresó al seminario de Nuestra Señora de Loreto a los 16 años, y diez años más tarde, fue ordenado sacerdote. Unos años más tarde, se le encargó el Curato de San Alberto, ubicado al oeste de la provincia, detrás de las Sierras Grandes, cuyos pobladores vivían sumamente alejados de los grandes centros urbanos, y sumidos en condiciones de pobreza extrema. Así y todo, luchó no solo por acercarlos a la fe sino también por mejorar sus condiciones de vida y educación, por lo que siempre se ha recalcado su compromiso trabajo por la comunidad. Junto a la gente de esa zona, llevó adelante la construcción de caminos, puentes, escuelas ... todo para mejorar la infraestructura del lugar y hacer más fácil la vida de aquellos pobladores. También construyó una de sus más preciadas obras: la Casa de Ejercicios en Villa del Tránsito, que fue declarada monumento histórico nacional y se encuentra ubicada en Villa Cura Brochero, al oeste de la provincia. Falleció el 26 de enero de 1914 y sus restos descansan en la iglesia de esa localidad de traslasierra, a pesar de que dejó su testamento en Villa Santa Rosa, donde uno de sus fragmentos rezaba: ... que mis albaceas hagan hacer, con algún carpintero de esta Villa, un cajón sencillo, para que algo gane con esa obra, y colocando en él mi cadáver, sea enterrado en el suelo, en cualquier punto de la calle principal, de la entrada del cementerio actual. Este testamento fue escrito en 1910, ya que en 1908 deja el curato de San Alberto, muy enfermo y regresa a vivir a su casa natal. Allí vive hasta 1912, año en que decide regresar al curato, a la Villa del Tránsito para intentar terminar con su última promesa: el ferrocarril. Promesa que nunca pudo concretar.
Para conocer más del Cura Gaucho, puede visitarse, en Villa Santa Rosa, la casa donde vivió cuando era pequeño, lugar en el que se encuentra el Museo Casa Natal del Cura Brochero, declarado Monumento Histórico Nacional en 1976, y que brinda testimonio de su vida.

## Celebraciones
30 de agosto: día de celebración. Las fiestas patronales comienzan el 20 de agosto, cuando se traslada la imagen de Santa Rosa de Lima desde el colegio de las Hermanas Dominicanas hasta la iglesia, donde se inicia la novena. El pueblo también tiene un vicepatrono, San Roque, por lo que nueve días más tarde se realiza una procesión donde se traslada su imagen desde la capilla del cementerio hasta la parroquia.
El día 30 por la tarde, todo el pueblo se une en una procesión por las calles acompañando a ambos patronos. “Aunque cada año cambie el recorrido, siempre se trata de pasar por la casa natal del Cura Brochero, para rendirle homenaje” –asegura Eduardo Casado, periodista y profesor de la localidad–, quien agrega que por la tarde se realizan entretenimientos y peñas hasta pasadas las 12, cuando comienzan los bailes patronales.
Es muy grande la convocatoria para estas festividades y se estima que todos los 30 de agosto concurren alrededor de 10 000 personas. Por ello, llegan también muchos artesanos que ofrecen sus productos conformando una feria con diversos puestos y varias alternativas para los asistentes.
El primero de septiembre finalizan las celebraciones con una misa y la última procesión en la que la imagen patronal retorna a la capilla de las Hermanas Dominicas. Por la noche, mucha gente se reúne en los clubes para participar de los bailes de cierre, tras los cuales se dan por finalizados los festejos. Esta celebración es muy importante para Villa Santa Rosa, ya que todo el pueblo participa anualmente renovando su fe y rindiendo honor al lugar donde están sus raíces.
Así se denomina a la imagen de la Virgen de Santa Rosa de Lima, que se encuentra en el colegio de la Hermanas Dominicas de San José. Inés Olmos y Olga Barreto comentan en su libro “Villa Santa Rosa” que esta imagen mide 1,25 metros y que fue realizada en el norte de nuestro país. Mientras la transportaban hacia Santa Rosa, hubo un enfrentamiento en La Rioja y la persona encargada de la misma pierde la vida, quedando la virgen en esa provincia, hasta que luego de un tiempo, llega finalmente a su destino.
Desde su arribo al pueblo, encabezó todas las procesiones que se realizan los 30 de agosto en su honor, por lo que recibe el nombre de La Peregrina.
16 de marzo: nace el Beato. Cura Brochero, se realiza el Mes Brocherino, difundiendo el primer Circuito Turístico Religioso Brocheriano, Festivales, cabalgata brocheriana, vía crucis, Peñas, entre otros eventos en este Mes Brocheriano.
Carnavales, con la participación de comparas y batucadas de toda la región. 
Día de Los Orígenes, desarrollando diversas actividades como conciertos bicicleteadas nocturnas recorriendo sitios históricos de la localidad; conmemorando el 26 de diciembre de 1721 como el día de los orígenes de la localidad.

## Clubes
Los clubes del pueblo son el Club Atlético Santa Rosa y el Club Ateneo Juvenil Acción. Estos clubes actualmente juegan en la Liga Regional de San Francisco.